# Угорська геральдика

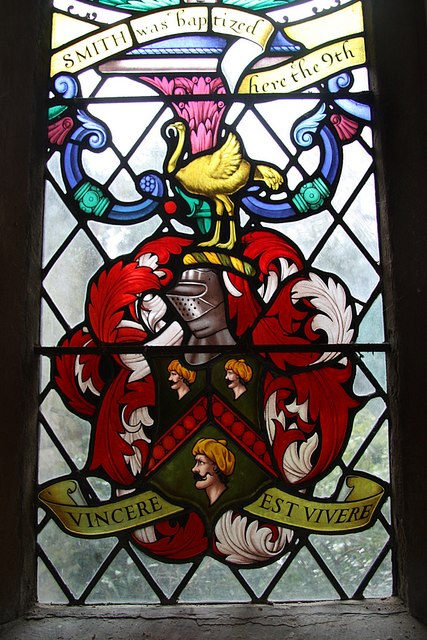
Герб Джона Сміта (дослідника), що показує голови трьох турків, убитих Джоном Смітом на поєдинках

Угорська геральдика, як правило, дотримується німецької геральдичної традиції у її художніх формах, але має свій особливий характер. Вона належить до геральдики Центральної та Східної Європи.

## Приватні герби
Одна з найпоширеніших фігур, знайдених на угорських щитах, є символи численних вторгнень Туреччини до Угорщини: голова турка з чорними вусами в тюрбані. Щонайменше 15 відсотків усієї особистої геральдики Угорщини включає відрубану голову турка. Також популярними були грифон, ведмідь, сонце, місяць, зірки, коні, люди на конях, мечі та зелений дракон з червоним хрестом на тілі. Коронет часто замінює вінок над шоломом. Намет часто є поєднанням більше двох тинктур, найпоширенішими є синя та золота справа та червона та срібна зліва. Угорська геральдика також використовує кланову систему замість окремих видів герба. Герб старого королівства Угорщини включав хрест святого Стефана, левові голови, орлів та шестикутну зірку, що представляла старі королівства та провінції Боснії, Хорватії, Далмації, Герцеговини, Славонії та Трансільванії.
Більшість гербів Угорщини є образними; герби з простими відділами щита або обтяжені лише простими геральдичними фігурами, є надзвичайно рідкісними і переважно іноземного походження. Колір поля найчастіше синій, що представляє небо.  Близько 90%  угорських озброєнь мають зелену основу, часто гору.
У багатьох випадках намет має більше двох тинктур. Зазвичай використовується шолом, але це не правило. Мало угорських гебів без коронного клейнода.
Через великий попит на вояків під час воєн проти турків у XVI-XVII століттях іноді цілий гарнізон від 80 до 120 солдатів нобілітувався на шляхетство, отримуючи один герб для спільного використання.

## Офіційні герби

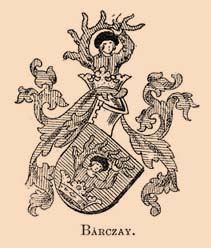
Герб Родини Барчаїв

Подвійний хрест був древнім елементом в гербах Угорщини. Можливо, він був переданий святим Стефаном папою як символ апостольського Угорського королівства. На сьогодні найбільш прийнятою теорією є те, що герб походить від візантійського впливу, оскільки хрест з’явився приблизно в 1190 р. під час правління короля Бели III, який був піднятий у візантійському дворі.
Червоно-білі смуги були символом Арпадів, династії перших угорських королів (1000-1301 рр.), і вони вперше були використані в гербі в 1202 р. на печатці короля Емріха І.
Герб із смугами на правій половині та хрестом на пагорбах зліва з’явився під час правління Людовика I Угорського (1342-1382). Корона над гербом з’явилася під час правління Владислава I Угорського (1440-1444). Спочатку це була лише неспецифічна діадема, але на печатці Матвія Корвіна 1464 року вона більше нагадувала Святу корону Угорщини.
Три зелені пагорби представляють гори Татру, Матру та Фатру (що складаються з хребтів Велика Фатра та Мала Фатра).

## Деякі основні словникові запаси
- герб = címer
- клейнод = sisakdísz

| Тинктура         | Геральдичне ім’я | Угорська назва |
| Метали - Фемек   | Метали - Фемек   | Метали - Фемек |
| ---------------- | ---------------- | -------------- |
| Золотий / Жовтий | Золото           | arany          |
| Срібний / Білий  | Срібло           | ezüst          |
| Кольори - Színek |                  |                |
| Синій            | Синій            | kék            |
| Червоний         | Червоний         | piros          |
| Пурпуровий       | Фіолетовий       | bíbor          |
| Чорний           | Чорний           | фекете         |
| Зелений          | Зелений          | zöld           |

## Подальше читання
- de Tamáska de Baranch, Endre: The Evolution of the Hungarian Coat of Arms. Sarasota, 1979.
- Kezd, Bela Kezdy Vasarheli De: Totemistic Elements in Hungarian Armory, 1961.

## Зовнішні посилання
- Коледж спадкової знаті Угорщини та Трансільванії
- Записка про угорську геральдику з вебсайту «Геральдика» Франсуа Вельде
- Main characteristics of Hungarian heraldry. Rakonczay Gergely. Архів оригіналу за 3 вересня 2009. Процитовано 31 січня 2016.
- Heraldikai lexikon - угорський словник зброї
- Magyar Címer Portál - угорський портал герба